# Robo (Chrono Trigger)
Robo es un personaje jugador en el videojuego de Squaresoft, Chrono Trigger.

## Historia
Robo es un robot humanoide creado antes del apocalipsis que sucedió en el 1999 A.D. cuando Lavos surgió a la superficie del planeta. Su propósito era servir a los humanos, pero fue desactivado en el Proto Dome cuando Lavos regresó. Permaneció inactivo hasta el año 2300 A.D. cuando Lucca lo reparó. Robo se une a Crono, Marle y Lucca en su búsqueda para regresar a 1000 A.D.. Pronto, se encuentra con otros seis amigos robots en la fábrica, pero estos se vuelven en su contra y le dicen que está funcionando incorrectamente, y que su verdadero propósito era destruir a los humanos. Robo no está de acuerdo, y pronto es atacado y herido gravemente. Luego de ser vapuleado, Crono y el grupo se mete en la pelea y pronto se ocupa de los robots. Luego, Lucca lo vuelve a reparar, y es entonces que Robo se da cuenta de un nuevo propósito en su creación. 
Sin embargo, este propósito es la causa el sus conflictos internos, ya que sus compañeros robots constantemente lo declaran basura e inservible. Mientras estaban explotando una fábrica de robots en el 2300 A.D., Robo se enfrente al trastornado Cerebro Madre, y a su antigua amiga robot, Atropos XR. Ellos intentan persuadir a Robo de que su propósito original era la destrucción de los humanos. Este se dé cuenta que el genocidio no es su verdadero propósito y pelea con Atropos XR y destruye al Cerebro Madre.
Posteriormente en el juego, cuando están visitando 600 A.D., el grupo se encuentra con una mujer llamada Fiona, que está tratando de replantar un bosque que fue destruido por monstruos y se convirtió en un desierto. Incluso luego de destruir a los monstruos, el bosque sigue sin aparecer en las eras futuras. Esto cambia cuando Robo se ofrece de voluntario para recuperar el bosque, y pasa cuatrocientos años trabajando constantemente en la tierra. Durante este tiempo, considera la existencia de una entidad, una fuerza misteriosa que guía a Crono y sus amigos a través del tiempo por algún propósito desconocido. Cuando se reúne nuevamente con el grupo, en el 1000 A.D., les explica su teoría. Luego de la derrota a Lavos, Robo vuelve a su tiempo, y se lo ve por última vez mirando un atardecer con Atropos, completamente reparada y funcional. Sin embargo, Lucca usó lo que aprendió de su diseño para crear una versión en miniatura de Robo, como se ve en el FMV de las versiones de PlayStation y Nintendo DS.
Como personaje, Robo es un fuerte luchador y un curador decente, y es una pieza fundamental en las Técnicas Dobles y Triples más destructivas. A pesar del hecho de que su brazo izquierdo parece un arma de algún tipo, nunca gana un ataque que lo utilice - puñetazos de varios tipos, y varios ataques en los cuales debe abrir su armadura, pero nunca un ataque de armas de fuego.

## Chrono Cross
En Chrono Cross, Robo existe como el "Circuito Prometheus", el cual fue diseñado para denegar acceso a la Frozen Flame a cualquiera excepto al Árbitro (Serge) dentro de Chronopolis. Sin embargo, también fue diseñado para estar oculto para evitar ser detectado por FATE. Fue esta la verdadera razón por la cual FATE quería obtener el cuerpo de Serge, para volver a ganar acceso a la Frozen Flame. Desafortunadamente, Prometheus fue detectado por FATE cuando Lynx, el agente primario de FATE, cambia cuerpos con Serge. Fue finalmente eliminado por FATE en frente de Serge luego de haberlo conocido por primera y única vez.

## Magia
En el Fin del Tiempo, Spekkio clama no poder darle acceso a la magia a Robo debido a que no puede "sentir" nada de él(ya que "técnicamente" no es un ser vivo). Sin embargo, en la versión japonesa, esto se debe a que no desciende de la gente capaz de utilizar magia. A pesar de todo, debe notarse que sus ataques con láseres emulan al elemento Sombra y algunas Técnicas Dobles que realiza son de alguno de los 3 elementos restantes. (Fuego, Hielo, Electricidad).

## Curiosidades
- En la versión japonesa, Robo tiene un discurso único; debido a que no está completamente funcional, habla con pedazos de katakana y tiene problemas con las pronunciaciones. La mayoría de los robots hablan completamente en katakana, con la excepción de Johnny.
- Robo tiene por lo menos 301 años cuando Lucca lo encuentra, ya que fue creado antes del Apocalipsis (1999 AD). Luego de que éste salva el Bosque de Fiona de la destrucción, y se queda a cuidarlo, otros 400 años se deben agregar (600 AD a 1000 AD). Entonces, para el final de Chrono Trigger, debe tener más de 700 años de antigüedad.
- La música de Robo tiene un gran parecido con Never Gonna Give You Up de Rick Astley. Coincidentemente, el nombre original de Robo es R66-Y, esto es porque la R es la letra inicial de 'Rick' y la letra Y es la letra final de 'Astley', el número 66 corresponde al año de nacimiento de Rick, 1966.

- Datos: Q11350646